# Monts Aorangi
Les monts Aorangi sont le massif de montagnes le plus méridional de l'île du Nord en Nouvelle-Zélande et s'étend sur plus de 20 km au nord de Cap Palliser. La plus grande partie de ces montagnes sont couvertes de forêts primaires et sont protégées et sont destinées à des fins récréatives.

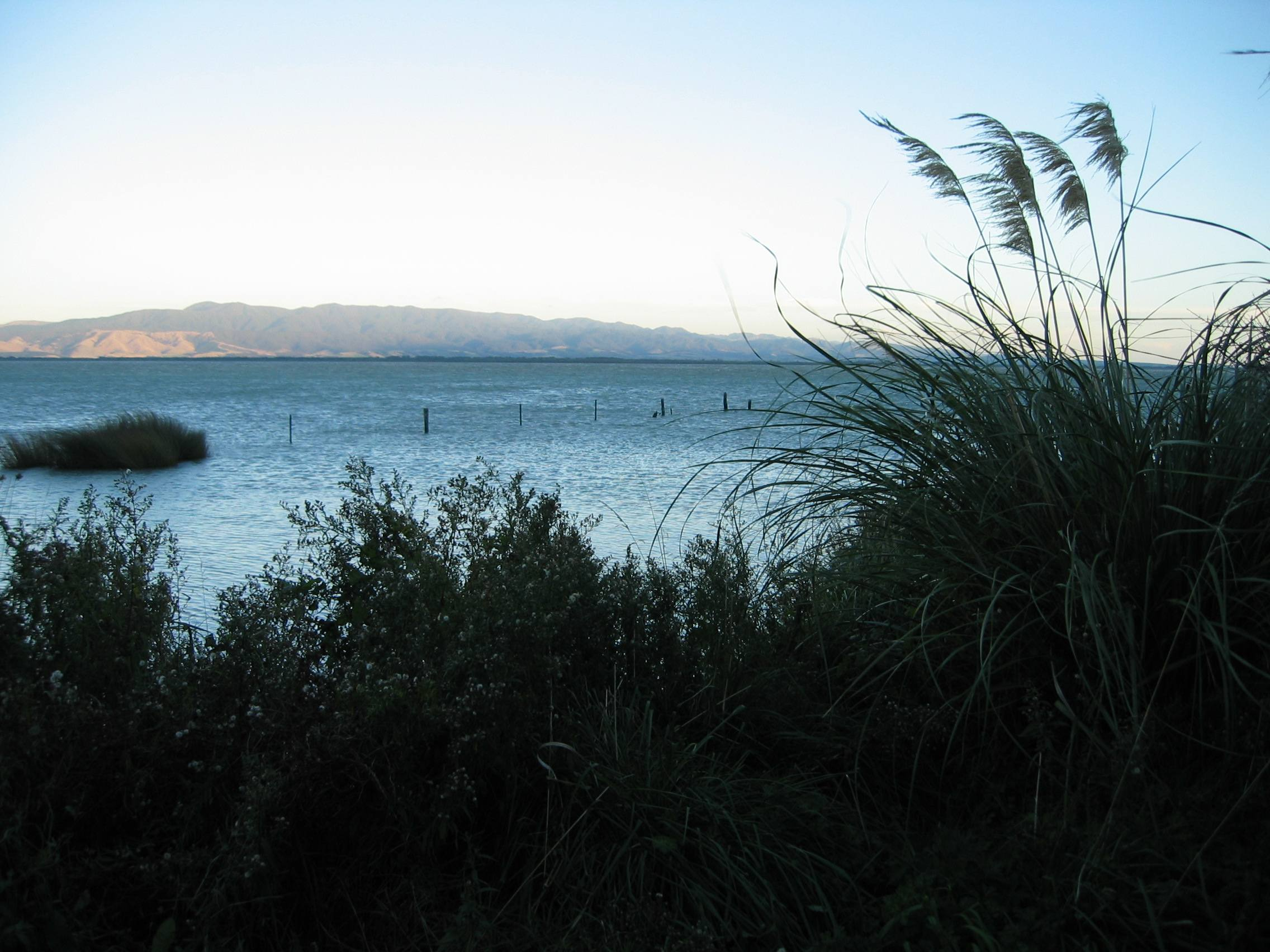
Vue du lac Wairarapa avec, en arrière-plan, les monts Aorangi.